# 梁漢顒
梁汉颙（870年代？—942年），唐朝末年至五代十国后唐、后晋将领，太原（今山西省太原市）人。
梁汉颙年轻时事奉李克用，开始为军中小校，善于骑射，勇于格战。唐庄宗击破刘仁恭、王德明，与梁军在德胜对垒，他都参与战斗，以功至龙武指挥使、检校司空。后梁灭亡后，唐庄宗任命他为检校司徒、濮州刺史。同光三年（925年），魏王李繼岌统军伐前蜀，以梁汉颙为魏王中军马步都虞候。天成初年，担任许州兵马留后、检校太保，转任为邠州节度使，一年后，加检校太傅，充任威胜军节度、唐邓等州观察处置等使，在镇二年，改镇许州。长兴四年（933年）夏，因眼病授太子少师致仕。石敬瑭素与梁汉颙有旧，即位之初，梁汉颙进见，希望再任显官，被任命为左威卫上将军。天福七年（942年）冬，因病在洛阳去世，年七十余岁。赠太子太保。